# Masarykov znanstveni slovar
Masarykov znanstveni slovar (češko: Masarykův slovník naučný: Lidová encyklopedie všeobecných vědomostí) je češka enciklopedija, ki jo je izdajal Češkoslovaški Kompas v letih 1925−1933. Izšla je v sedmih zvezkih in vsebuje okoli 100.000 gesel. Glavni urednik je bil  najprej Emanuel Radl, po njem pa je to funkcijo prevzel Zdeněk V. Tobolka. Enciklopedija ima v imenu predsednika prve republike Tomáša Masaryka, njegova ideologija pa je vplivala na vsebinsko zasnovo enciklopedije.  